# КК Пјено жваигждес
КК Пјено жваигждес (литв. Krepšinio Klubas Pieno žvaigždės) је литвански кошаркашки клуб из Пасвалиса. У сезони 2017/18. такмичи се у Литванској кошаркашкој лиги и у Балтичкој лиги.

## Историја
Клуб је основан 2003. године. Од сезоне 2011/12. такмичи се у Литванској кошаркашкој лиги, а најдаље је стизао до четвртфинала плеј-офа. Два пута заредом стигао је до финала Купа Литваније и то 2012. и 2013. године. 
Од сезоне 2011/12. учесник је и регионалне Балтичке лиге. У сезони 2017/18. био је победник овог такмичења.

## Успеси

### Национални
- Куп Литваније:
  - Финалиста (2): 2012, 2013.

### Међународни
- Балтичка лига:
  - Победник (1): 2018.
  - Финалиста (1): 2017.

## Познатији играчи
- Гедиминас Орелик
- Лазар Радосављевић
- Андреја Милутиновић